# Chakma
Ne doit pas être confondu avec Chak.
Les Chakma sont un groupe ethnique :
- du Bangladesh (région des Chittagong Hill Tracts), où ils sont un peu plus de 300 000 (2000) ;
- de Birmanie (chaîne de l'Arakan), où ils sont 20 000 ;
- de l'Inde (États du Mizoram, du Tripura, de l'Assam, de l'Arunachal Pradesh, du Bengale occidental et du Manipur), où ils sont 300 000.

Ils se nomment eux-mêmes Changma.
Au Bangladesh, leur nombre était estimé par le gouvernement à plus de 350 000 dans les années 1990. Mais ce chiffre est considéré comme largement inférieur à la taille réelle de la population par les Changma eux-mêmes, qui proposent selon leurs propres estimations un nombre total d'environ 3 000 000 de personnes au Bangladesh, en Inde et en Birmanie. La sous-estimation permettrait au gouvernement central de mener une politique de colonisation de la région.
Au terme de l'accord de paix du 2 décembre 1997 qui a mis fin à plus de 20 années de conflit entre les populations autochtones de la région et le gouvernement bangladais, les Chakma sont représentés au Chittagong Hill Tracts Regional Council chargé de l'administration des 3 districts constituant la région.
Des organisations comme Amnesty pointent cependant le non-respect de ces accords par le gouvernement bangladais. Même s’ils ont été ratifiés par les deux partis, le gouvernement ne respecte pas les termes de l’accord de paix signé en 1997. 
Avant ainsi qu’après le conflit, des colons bengalis se sont installés sur les terres de la région des Chittagong Hill Tracts. C’est le gouvernement qui encourage les colons bengalis à aller s’y installer car le gouvernement considère, encore aujourd’hui, les Chittagong Hill Tracts comme une terre vierge.

## Langue et culture
Le système social des Chakma est original ; en effet, ils ont conservé l'ancien classement en gutthi, puis en goja. Ils vivent sous l'autorité d'un roi.
La langue chakma, le changma kodha, ou changma vaj, appartient au groupe dit « bengali-assamais » des langues indo-aryennes. Elle est donc apparentée au bengalî et est à ce titre une langue indo-européenne.
Les Chakma sont bouddhistes Theravada.

## Droits humains
Raja Debashish Roy, roi des Chakma mais aussi avocat et homme politique, se bat pour défendre les droits humains des Chakma. 
Après l'indépendance du Bangladesh en 1991, les Chakma continuent d'être la cible de viols, tortures et incendies criminels touchants leurs villages, orchestrés par l'armée. « En 1986, Danielle Mitterrand, engagée dans la cause des peuples minoritaires, parlait alors à la télévision d’un génocide ».
Le gouvernement du Bangladesh considère en effet ces terres comme un endroit vierge, où il installe des Bengali dans le but de coloniser la région. C'est la raison pour laquelle les Jummas, autrefois les peuples majoritaires dans la région sont dorénavant minoritaires. D'après Raja Debashish Roy, cette décision aurait été prise sans consulter les populations locales.  
Raja Debashish Roy prend l'initiative de passer des accords avec le gouvernement bangladais ce qui fait suite à l'accord de paix du 2 décembre 1997. Depuis, il dénonce la situation des Chakma et tente d'éveiller les consciences en prenant la parole publiquement sur la situation dans les Chittagong Hill Tracts. Il insiste vouloir « chercher du soutien auprès des Européens afin d’aider à une mise en œuvre des droits humains » dans son témoignage recueilli dans un article datant de 2015 sur Paris Match.